# Sergej Mašera
Sergej Mašera, slovenski častnik, poročnik bojne ladje 2. razreda in narodni heroj, * 11. maj 1912, Gorica, † 17. april 1941, Boka Kotorska. 

### Življenje
Rodil se je v Gorici v učiteljski družini očetu Francu Mašeri, profesorju na realki in Idi Mašera (rojeni Zarli), učiteljici. Po prvi svetovni vojni se je morala družina Mašera zaradi italijanske zasedbe in političnega izrazito slovenskega nazora očeta preseliti na Koroško. Od tam so se kmalu spet preselili, tokrat v Ljubljano, kjer je Sergej končal osnovno šolo in obiskoval naravoslovno.tehniško gimnazijo (realko), ki jo je zaključil leta 1929.

### Vojaška kariera
Po končani gimnaziji se je Sergej vpisal na Pomorsko vojaško akademijo v Dubrovniku. Zanimanje za vojaške šole, predvsem za mornarico, je bilo med slovensko mladino takrat veliko, saj je vojaški poklic prinašal ugled, redno delo in plačo. Vojaško mornariško akademijo je Sergej uspešno končal leta 1932 kot peti najboljši kadet v letniku. Častniško kariero je po končanem šolanju začel kot poročnik korvete na dokaj zastareli torpedni ladji T5 iz nekdanje Avstro-ogrske mornarice (splovljeni 1915 v Reki, Tb 87F),  ki pa ni nudila dobrih pogojev za delo in življenje. Kasneje je nekaj časa plul na ladji Sitnica. Privlačilo ga je topništvo, zato se je želel specializirati prav v tej stroki. Prijavil se je na topniški tečaj v Kumboru v Boki Kotorski, ki ga je 1934 uspešno zaključil. Po opravljenem tečaju je bil premeščen v poveljstvo vojne mornarice v Zemunu, kjer se je začel pripravljati na izpit za višji čin poročnika bojne ladje. Jugoslovanska kraljeva vojna mornarica je v tem času v Nantesu, Glasgowu in Splitu gradila tri rušilce -  Beograd, Zagreb in Ljubljano. Kot strokovnjaka za ladijske topove so ga 1938 nadrejeni poslali na Švedsko, kjer je sodeloval v komisiji za prevzem protiletalskih topov Bofors za te rušilce. Delo na Švedskem ga je zaznamovalo s tam videnimi demokratičnimi, socialnimi in humanističnimi vrednotami. Po povratku je bil sprva kot topniški častnik premeščen na novi rušilec Beograd, marca 1941, mesec pred začetkom druge svetovne vojne pa na rušilec Zagreb, na katerem je dočakal začetek aprilske vojne.

### Druga svetovna vojna in potop rušilca Zagreb
Ob izbruhu druge svetovne vojne na jugoslovanskih tleh se je rušilec Zagreb nahajal v Boki Kotorski, največji in najpomembnejši pomorski bazi Jugoslovanske kraljeve vojne mornarice. V teh dneh sta bila tam še rušilca Beograd in Dubrovnik. Med posadkami na ladjah je vladal nered, saj o poteku vojne niso imeli dovolj objektivnih informacij, širile pa so se tudi laži in propaganda. Po razglasitvi NDH 10. aprila 1941 je veliko hrvaških častnikov in mornarjev z ladjami vred prestopilo na njeno stran. Topničarji na rušilcu Zagreb so bili v stalni pripravljenosti, saj je bila možnost sovražnih letalskih napadov velika. Po objavi kapitulacije jugoslovanske vojske je kapitan rušilca Zagreb Nikola Krizomali 17. aprila 1941 sklical častnike in jih seznanil z zahtevo, da morajo ladjo nepoškodovano predati italijanski vojski. Prvi ladijski častnik Nikola Ljutić je predlagal, da rušilec potopijo, s čimer sta se takoj strinjala častnika in nekdanja sošolca mornariške akademije Sergej Mašera in Milan Spasić, nato pa še kapitan. Prvega častnika Ljutića je kapitan zadolžil, da evakuira posadko, Mašera in Spasić pa sta bila zadolžena za miniranje ladje. Ko so bile že prižgane vžigalne vrvice, sta Mašera in Spasić zavrnila kapitanov ukaz evakuacije v čoln in oblečena v paradnih uniformah ostala na krovu.  . Po dveh eksplozijah je rušilec Zagreb potonil na plitvo dno zaliva. Trupla Sergeja Mašere sprva niso našli, našli so pa truplo Milana Spasića. Pogrebna slovesnost za pokojnima častnikoma je bila 19. aprila 1941, na mornariškem pokopališču v Savini pri Hercegnovem, z vojaškimi častmi, v prisotnosti oddelka italijanske vojske in številnih domačinov. Šele 24. aprila, sedem dni po smrti, so v zalivu našli tudi telo Sergeja Mašere.

### Zapuščina
- 1942 angleški zavezniki na Malti odkrijejo spominsko ploščo, posvečeno Mašeri in Spasiću, o dogodku je poročal tudi ameriški tisk
- 1942 kraljeva vlada v Londonu odlikuje Mašero in Spasića z Redom belega orla
- 1966 v piranskem muzeju odkrijejo doprsni kip, 1967 se muzej preimenuje v Pomorski muzej Sergeja Mašere
- 1968 v francosko-jugoslovanski koprodukciji o Mašeri in Spasiću posnamejo igrani film Flammes sur l'Adriatique
- 1973 sta Sergej Mašera in Milan Spasić razglašena za narodna heroja
- 17. aprila 1987 na ljubljanskih Žalah pokop posmrtnih ostankov Sergeja Mašere z vojaškimi častmi
- 2004 Zlata plaketa Poveljstva sil Slovenske vojske (sprejela jo je sestra, Vida Birovljev Mašera)
- 2015 je bil posnet film z naslovom Sergej Mašera, poročnik bojne ladje  (televizijska serija Pozabljeni Slovenci v produkciji Dokumentarnega programa RTV Slovenija, režija Radovan Čok)

## Odlikovanja in nagrade
red narodnega heroja Jugoslavije
Leta 1973 sta bila Mašera in Spasić razglašena za narodna heroja Jugoslavije. Pomorski muzej v Piranu že od leta 1967 nosi ime po Sergeju Mašeri.